# Kanton Calenzana
Kanton Calenzana (francouzsky Canton de Calenzana) je francouzský kanton v departementu Haute-Corse v regionu Korsika. Tvoří ho 6 obcí.

## Obce kantonu
- Calenzana
- Galéria
- Manso
- Moncal
- Montegrosso
- Zilia